# Tyran bavard
Myiarchus nugator
Espèce
Statut de conservation UICN

 LC  : Préoccupation mineure
Le Tyran bavard (Myiarchus nugator) est une espèce de passereau de la famille des Tyrannidae.
Cet oiseau est endémique des Petites Antilles,.

## Distribution
Cet oiseau vit dans le sud des Petites Antilles (Saint-Vincent, les Grenadines et Grenade),,.